# 그린 랜턴: 나의 힘을 경계하라
《그린 랜턴: 나의 힘을 경계하라》(영어: Green Lantern: Beware My Power)는 2022년 미국의 애니메이션 영화이다.

## 줄거리
아프가니스탄에서 저격수로 복무한 후 민간인 생활에 적응하기 어려워하던 존 스튜어트는 우연히 갠서트의 우주선 추락 현장을 목격한다. 갠서트는 죽어가면서 그의 파워 링이 스튜어트에게 옮겨가고, 그 힘으로 스튜어트는 정의 리그 감시탑으로 향한다. 할 조던의 죽음과 우주 수호자들의 부재 속에 스튜어트와 그린 애로우는 갠서트의 우주선을 고쳐 오아로 향하지만, 그곳은 이미 폐허가 되어 있었고 그린 랜턴 군단은 전멸한 상태였다. 그들은 타나가리아 전사 셰이어 홀을 만나 오아 공격 직전 라니안 함선이 정박했다는 증거를 발견한다.
셰이어는 타나가와 라나가 협력하여 제타 빔 기술을 이용한 프로젝트를 진행했으나, 사고로 타나가 행성이 라나 대기권으로 이동하며 양쪽 행성의 생태계가 파괴되었고 전쟁이 재개되었다고 설명한다. 셰이어는 라나가 공격을 주도했다고 주장하지만, 스튜어트와 그린 애로우는 진실을 밝히기 위해 조사에 나선다. 그들은 라나 군사 기지에서 라나 영웅 아담 스트레인지를 만나고, 아담은 라나가 오아를 공격하지 않았다고 주장한다. 라나 최고 사령부는 타나가 군대와 전투 중이었고, 라나 과학자 사다스가 제타 빔을 타나가 파괴 무기로 개조했다는 사실이 밝혀진다. 
세 사람은 과거 공격 영상을 검토하던 중, 라나와 타나가를 모두 사칭하는 제3세력이 전쟁을 부추기고 있음을 깨닫는다. 추적 끝에 그들은 소행성에 숨겨진 기지를 발견하고 옐로우 랜턴과 데스페로, 칸자르 로 같은 암살자들과 싸운다. 그곳에서 시네스트로에게 잡혀 있던 할 조던을 발견하지만, 조던은 시네스트로가 제타 빔 실험을 조작한 후 그의 포로가 된 상태였다. 이후 조던은 시네스트로에게 파랄락스 존재에 감염되어 부패하고, 시네스트로가 그린 랜턴들을 파괴한 후 그들의 반지를 전부 차지하여 신과 같은 힘을 얻게 된다.
조던은 제타 빔 기술을 이용하여 라나와 타나가를 모두 파괴하고, 은하계의 갈등을 끝내고 자신이 원하는 대로 재구성하려 한다. 스튜어트와 조던은 싸우고, 결국 그린 애로우가 조던을 죽이게 된다. 제타 빔 발사를 막지 못했지만, 아담 스트레인지가 빔을 텔레포트하여 행성 파괴를 막는다. 스튜어트와 그린 애로우는 지구로 돌아오고, 스튜어트는 조던의 반지를 새로운 사용자에게 보내 그린 랜턴 군단을 재건하기 시작한다. 셰이어는 갠서트의 우주선을 타고 지구를 떠나 라나와 타나가의 재건에 새로운 그린 랜턴과 정의 리그의 도움이 필요할 것을 예감하며 재회를 약속한다.

## 성우진
- 앨디스 호지 - 존 스튜어트 / 그린 랜턴
- 지미 심슨 - 그린 애로우
- 이케 아마디 - 마션 맨헌터
- 브라이언 블룸 - 아담 스트레인지
- 제이미 그레이 하이더 - 셰이에라 홀
- 마라 주노 - 리사 드랙
- 제이슨 J. 루이스 - 간셋
- 수닐 말호트라 - 파워 링
- 놀런 노스 - 할 조던 / 그린 랜턴 / 패럴랙스
- 키샤 샤프 - 빅슨
- 사이먼 템플먼 - 사다스
- 릭 D. 와서먼 - 시네스트로